# Архив на Михаил Арнаудов
Личният архив на Михаил Арнаудов се съхранява във фонд 2147К в Централен държавен архив. Той се състои от 149 архивни единици в един инвентарен опис от периода 1868 – 2017 г., с обем 0,68 линейни метра. Документите включват биографични, творчески, служебни и документи от процеса на Народния съд срещу членове на правителството на Иван Багрянов, лична и семейна кореспонденция, фото и видео материали и други.

## История
Документите са дарени от внучката на Михаил Арнаудов Анна Петрова Христоскова–Герджикова през 2018 г.